# Fuerte de Nuestra Señora de Gracia

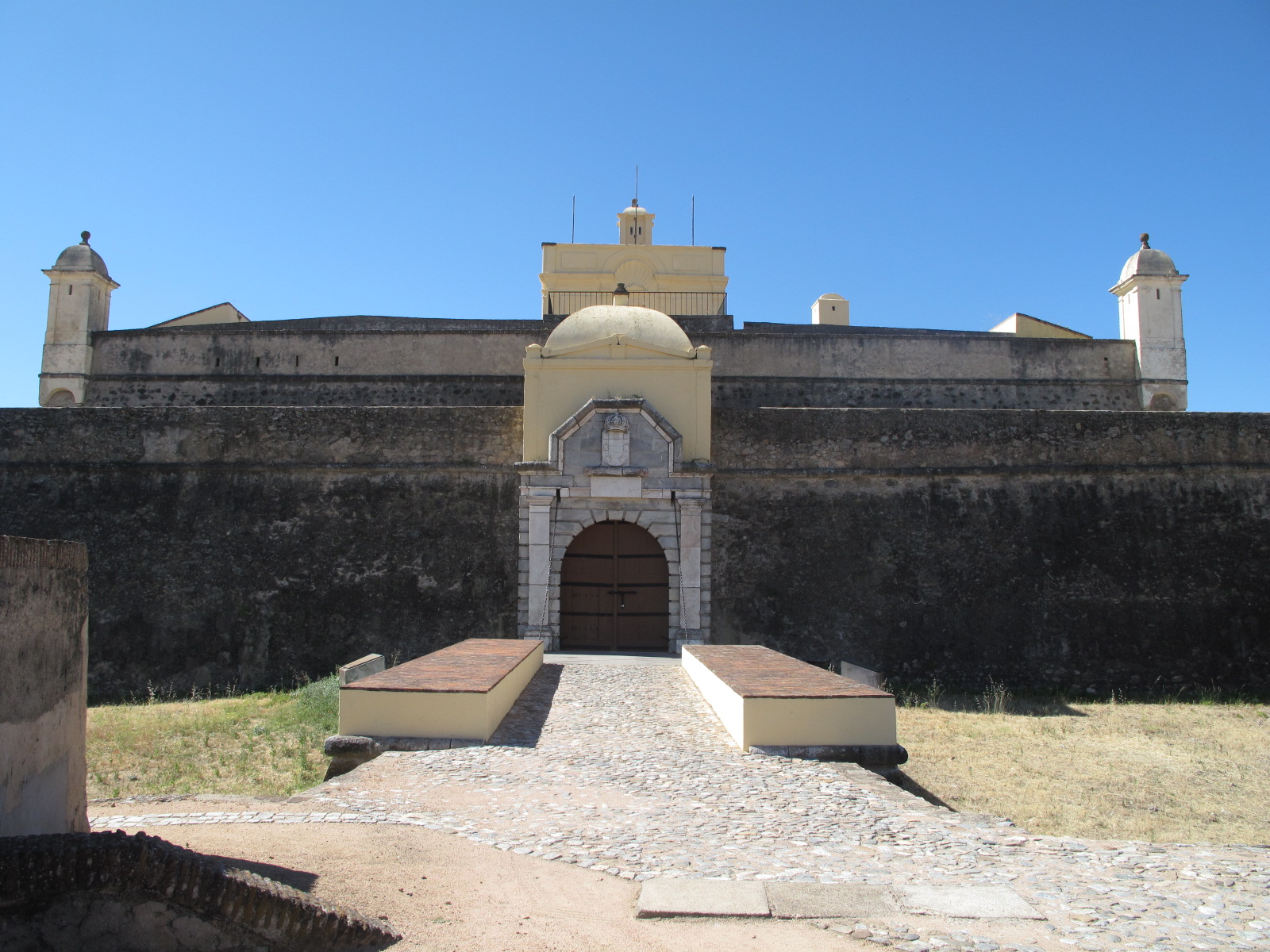
Puerta principal de acceso.

El Fuerte de Nuestra Señora de Gracia, en portugués Forte de Nossa Senhora da Graça, también llamado Fuerte del Conde de Lippe, está ubicado en lo más alto de un encrespado cerro del mismo nombre, a un km al norte de la plaza fuerte de Elvas, en la región del Alentejo, en la freguesia  de Alcáçova, distrito de Portalegre, en Portugal. Desde el 30 de junio de 2012 está considerado como Patrimonio Mundial de la Humanidad por la Unesco.
Su posición dominante, dada su ubicación en la cima del Monte de Graça, le daba una parte importante en la defensa de la Plaza fuerte de Elvas, que ha conseguido mantener a lo largo del tiempo en muy buen estado de conservación una buena parte de sus murallas medievales así como la práctica totalidad de su complejo recinto abaluartado. Junto al Fuerte de Nuestra Señora de Gracia se alza, a unos 500 m al sur de la ciudad, el otro gran fuerte: el «Fuerte de Santa Luzia». Todo este conjunto defensivo tiene a gala el no haber sido nunca tomado por fuerzas enemigas.
En 2014, la fortaleza de Nuestra Señora de Gracia formaba parte de un nuevo proyecto del Ministerio de Defensa Nacional de Portugal, creado con el apoyo de Turismo de Portugal, llamado «turismo militar», que cuenta con itinerarios históricos basados en héroes portugueses.

## Historia
Aunque la construcción del «Fuerte de Nuestra Señora de Gracia» es del siglo XVIII, el cerro fue habitado desde épocas mucho más antiguas. En la Edad del Hierro ya existían pobladores en esa zona y, posteriormente, durante la época romana también fue habitado por ellos. Sin embargo, cuando se desmochó la cima del cerro para la construcción del fuerte, desaparecieron todos los vestigios de estas dos épocas.
En el año 1370, Catarina Mendes, esposa de Estêvão Vaz da Gama y bisabuela del navegante portugués Vasco da Gama, promovió y dotó de medios económicos el proyecto de hacer en la cima de este cerro una ermita bajo la advocación de «Nuestra Señora de Gracia». Se trataba de una iglesia gótica que, además, tenía un claustro, una cisterna y varios alojamientos y se mantuvo en pie hasta el año 1763 en que se inició la construcción del fuerte con el consiguiente derribo de la ermita. Sin embargo, este estratégico lugar empezó a tener ya en el siglo XVII una gran importancia militar, ya que el ejército español construyó un fortín en este lugar durante la Batalla de las Líneas de Elvas desde donde un par de cañones bombardeaban la ciudad de Elvas. Este fortín, al igual que la ermita, permanecieron hasta el año 1763.

## Construcción del fuerte

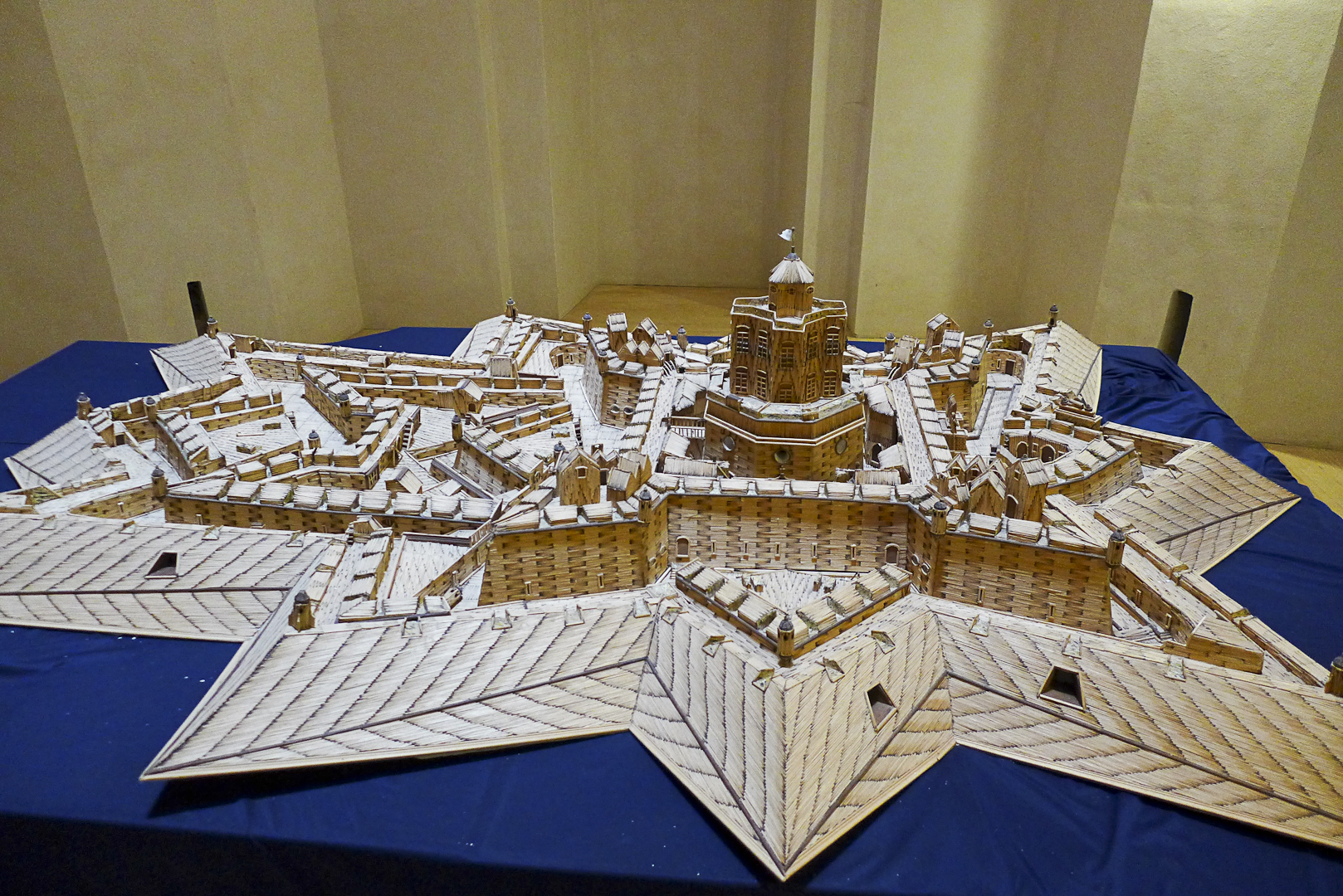
Maqueta del Fuerte de Nuestra Señora de Gracia.

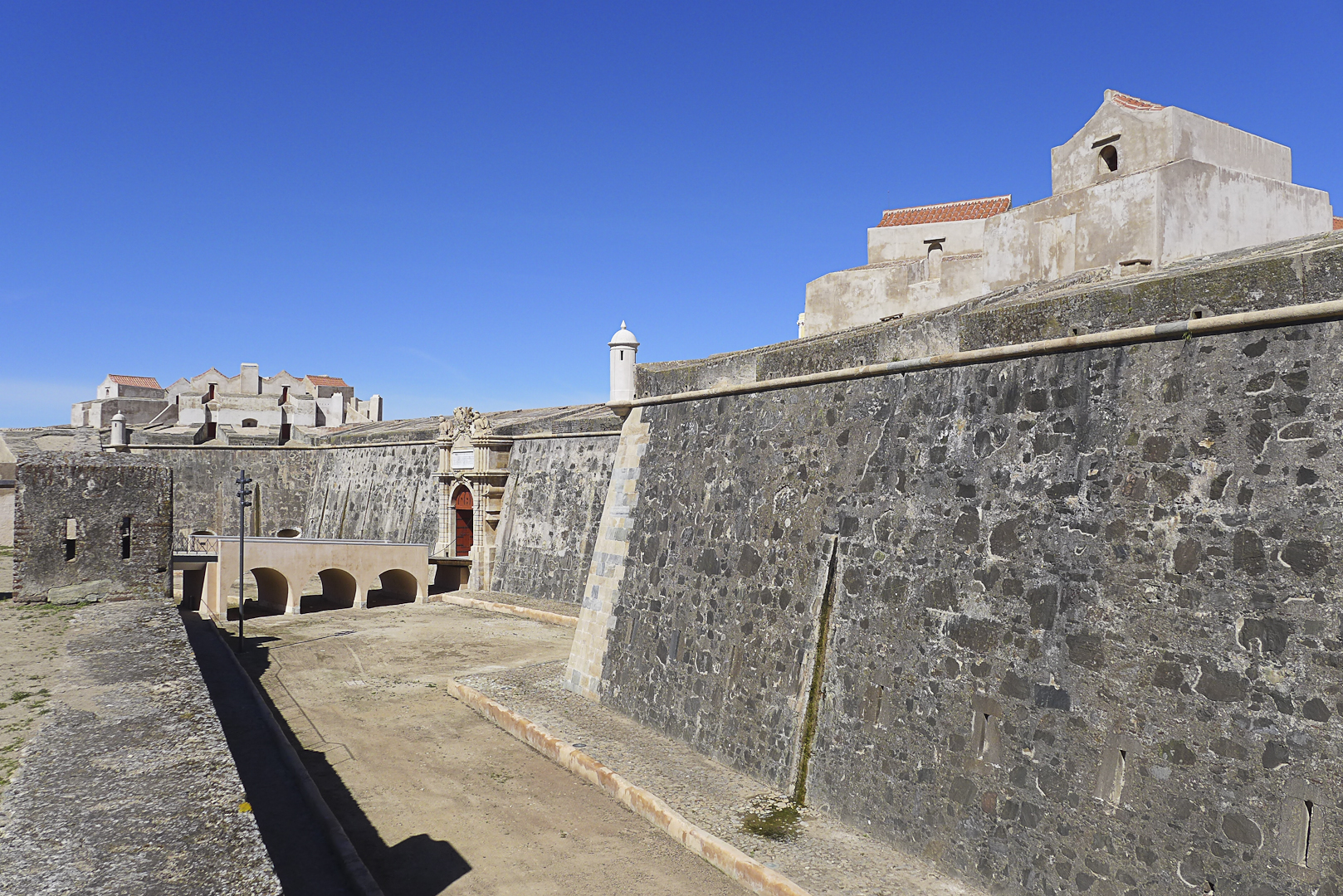
Vista de la entrada principal y el gran foso perimetral.

Cuando se empezó a utilizar la pólvora en los conflictos armados, los políticos y militares portugueses se dieron cuenta de lo frágil que era la ciudad de Elvas ante posibles ataques desde el Monte de Graça, ya que este tiene una altura de 404 m s. n. m. mientras que la zona del Castillo de Elvas, que era su parte más elevada, solo tenía una cota de 345 m s. n. m. El primero que se dio cuenta de esta situación fue Federico Guillermo de Schaumburg-Lippe, Conde de Lippe, al que el Marqués de Pombal hizo venir desde Inglaterra para organizar el ejército portugués, y fue el mismo Lippe quien ordenó la construcción del fuerte.
Las obras del que se llamó en un principio «Fuerte de Lippe» comenzaron en julio de 1763 y se prolongaron hasta 1792. El diseño fue obra personal del Conde, pero la ejecución de los trabajos se le encargó al Teniente Coronel del arma de Ingenieros Pierre Robert de Bassenond. Ya en 1762 se hizo un primer esbozo del proyecto por parte de Luís Gomes de Carvalho y el inicio de las obras se encargó al capitán de ingenieros Étienne, que tuvo que partir hacia Alemania para hacerse cargo de la finalización de los trabajos del Fuerte de Wilhelmstein. Ese mismo año el Conde de Lippe hubo de abandonar Portugal y aconsejó al Marqués de Pombal que encargase al coronel de artillería Guillaume Louis Antoine de Vallaré la dirección de la ejecución de las obras.
El propio coronel Vallaré introdujo varias modificaciones en el proyecto encaminadas a conseguir un grado de sofisticación defensiva que hiciera al fuerte totalmente inexpugnable, según indica el experto Domingos Bucho. Durante la construcción del fuerte trabajaron en él unos 6000 hombres y tuvo un coste de 767 000 000 reales. La idea del coronel Vallaré era que debía ser inexpugnable, ya que, en caso de ser tomado, se podría bombardear la ciudad de forma eficaz. Por ello, debía tener espacio suficiente para armamento, personal, polvorines, etc., y como el fuerte estaba ubicado en la cima de una montaña, lo cual limitaba esta posibilidad de espacio, el coronel optimizó al máximo la superficie disponible mediante la construcción de varios pisos, así como de subterráneos, pasadizos, etc. El diseño de este fuerte fue reseñado por el Príncipe de Waldeck cuando, por fin, lo vio construido.

## Características del fuerte

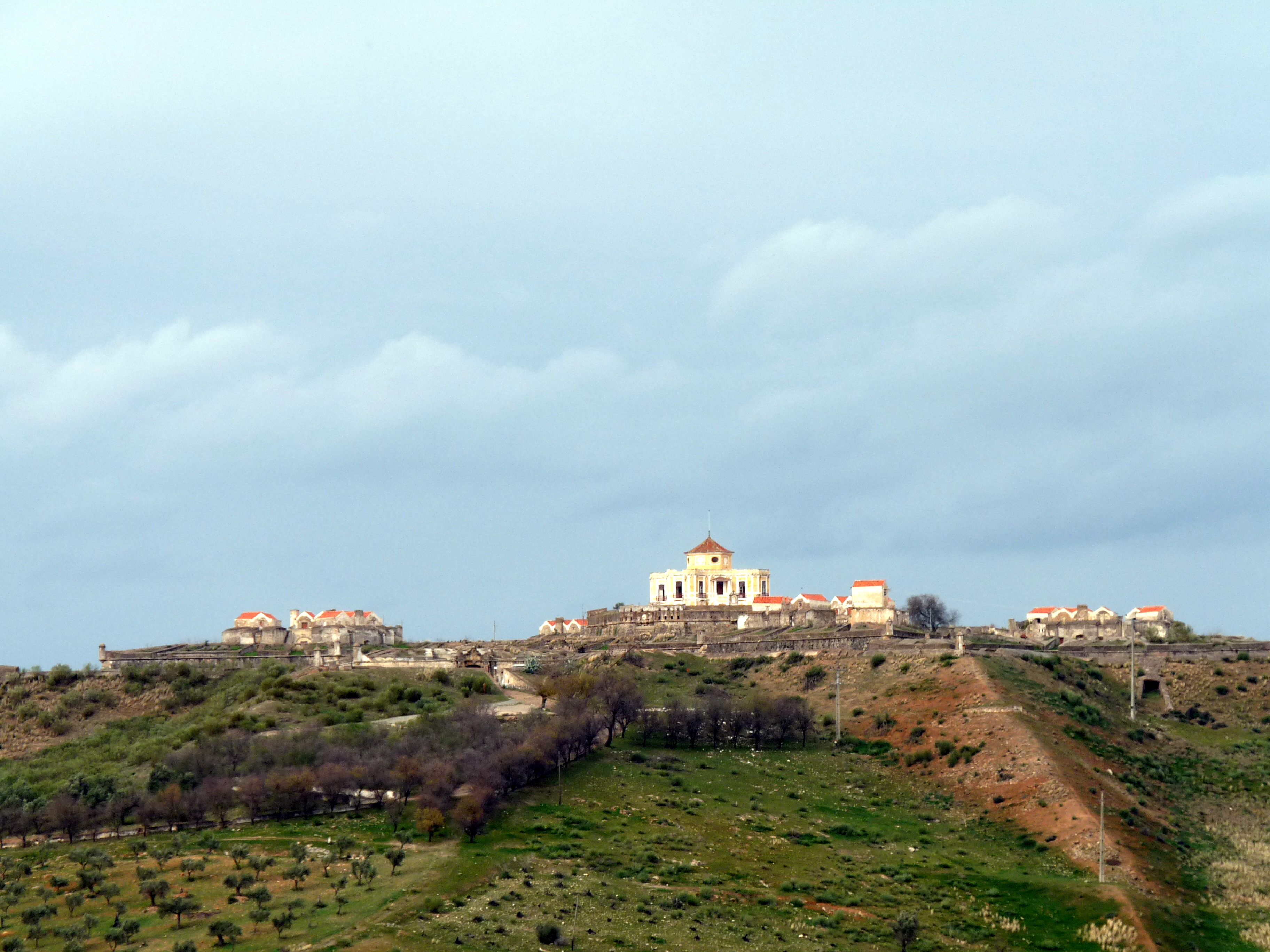
Vista general del fuerte.

La estructura es cuadrangular de 150 m de lado con cuatro baluartes pentagonales en las esquinas llamados de Badajoz, Elvas, Santo Amaro y Mafra. Cuatro revellines cubren los muros cortina, la mitad de los cuales pertenecen a la monumental puerta llamada Puerta del Dragón, única puerta de entrada y tres poternas. En el dintel que corona la puerta hay dos cañones tallados en piedra que recuerdan a los dos cañones españoles instalados en esa cima y que causaron cuantiosas víctimas en la población de Elvas en la Batalla de las Líneas de Elvas. Una vez superado el primer foso y el puente levadizo se llega al gran Magistral, ya descrito, con cuatro baluartes pentagonales.
Finalmente se accede al Reduto o cuerpo central de la plaza que tiene planta circular, con dos plantas y troneras de apertura de casamatas para tres grupos de baterías. La parte superior de la fortaleza tiene una claraboya central y una torre circular con dos pisos abovedados. En el primer piso hay una capilla decorada y en el segundo está la casa del gobernador junto a un comedor. Por debajo de la capilla, excavada en la roca, existe una cisterna que es una de sus obras más destacadas. Externamente, la estructura se completa con un hornabeque con su revellín y poterna, y un foso seco, ancho y profundo.

## El fuerte que fue prisión

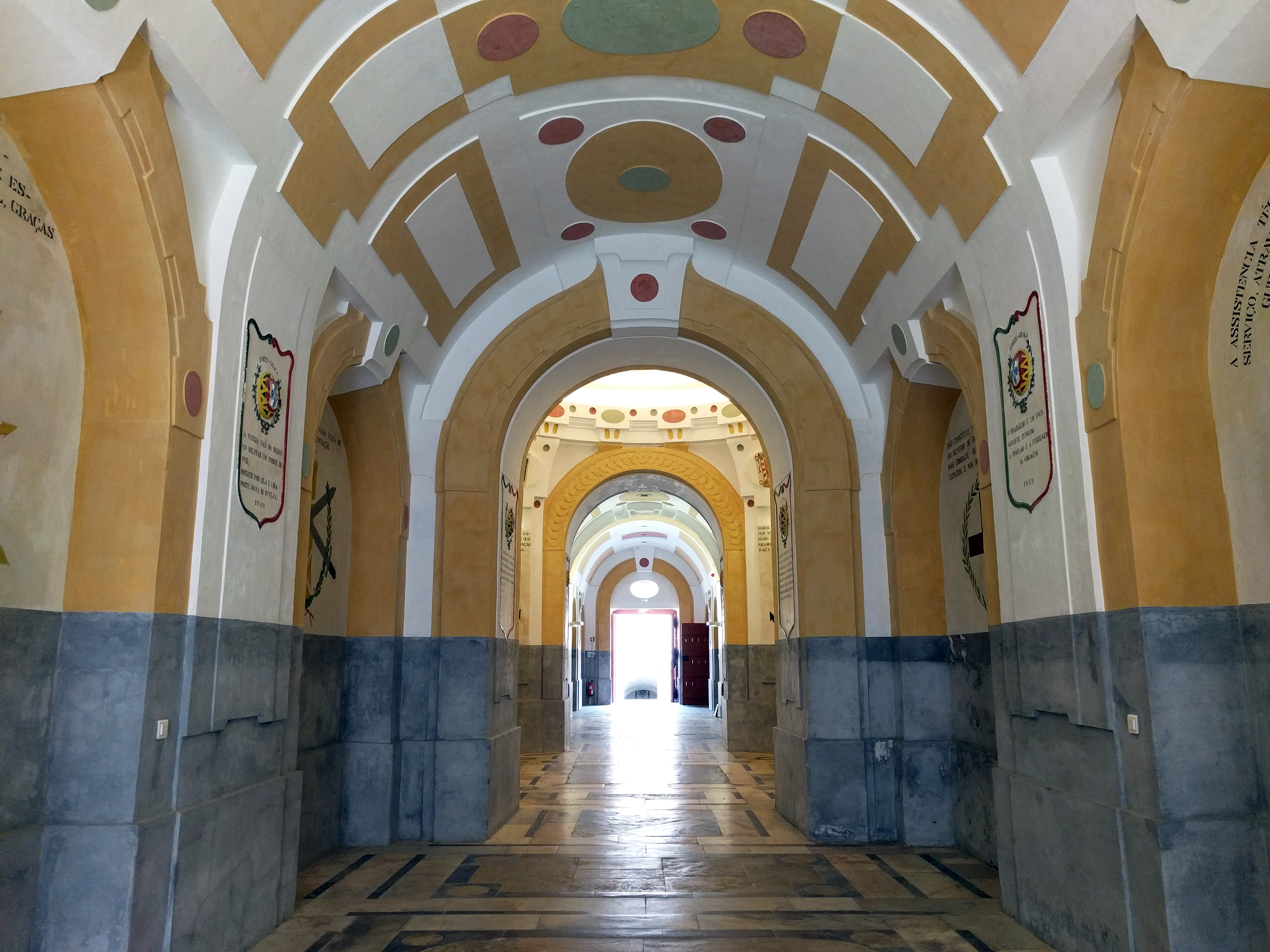
Capilla del Fuerte de Nuestra Señora de Gracia en Elvas, Portugal.

Durante la guerra civil que tuvo lugar entre 1828 y 1834, el fuerte fue destinado a funcionar como prisión política, en la que estuvieron presos más del doble de personas para las que el fuerte había sido concebido. También cumplieron penas de cárcel en el fuerte las personas que tomaron parte en los golpes posteriores, hasta 1851. En 1875 se creó una «Compañía Correccional» con guarnición en el propio fuerte, y en 1894 esta compañía pasó a llamarse «Depósito Disciplinar». Con la llegada de la República a Portugal, el fuerte siguió siendo prisión política hasta 1975.